# Clear (Periphery)
Clear è il secondo EP del gruppo musicale statunitense Periphery, pubblicato il 28 gennaio 2014 dalla Sumerian Records.

## Descrizione
Contrariamente a quanto realizzato in passato, Clear si pone come un esperimento voluto dal gruppo con l'obiettivo di esplorare ogni stile differente di composizione di ciascun loro componente. Il chitarrista Jake Bowen, in particolare, ha descritto l'album attraverso la seguente dichiarazione:

## Tracce
1. Overture – 2:11 (musica: Misha Mansoor)
2. The Summer Jam – 4:17 (Jake Bowen)
3. Feed the Ground – 4:37 (Matt Halpern)
4. Zero – 5:30 (musica: Misha Mansoor)
5. The Parade of Ashes – 5:12 (Spencer Sotelo)
6. Extraneous – 3:20 (musica: Adam Getgood)
7. Pale Aura – 4:39 (Mark Holcomb)

## Formazione
Gruppo
- Spencer Sotelo – voce (eccetto tracce 1, 4 e 6)
- Misha Mansoor – chitarra, programmazione
- Jake Bowen – chitarra
- Mark Holcomb – chitarra
- Adam Getgood – basso
- Matt Halpern – batteria

Altri musicisti
- Nick Johnston – assolo di chitarra (traccia 5)

## Classifiche
| Classifica (2014)         | Posizione massima |
| ------------------------- | ----------------- |
| Stati Uniti               | 62                |
| Stati Uniti (hard rock)   | 2                 |
| Stati Uniti (independent) | 10                |
| Stati Uniti (rock)        | 15                |
| Stati Uniti (tastemaker)  | 5                 |